# Polski Cmentarz Wojenny na Monte Cassino

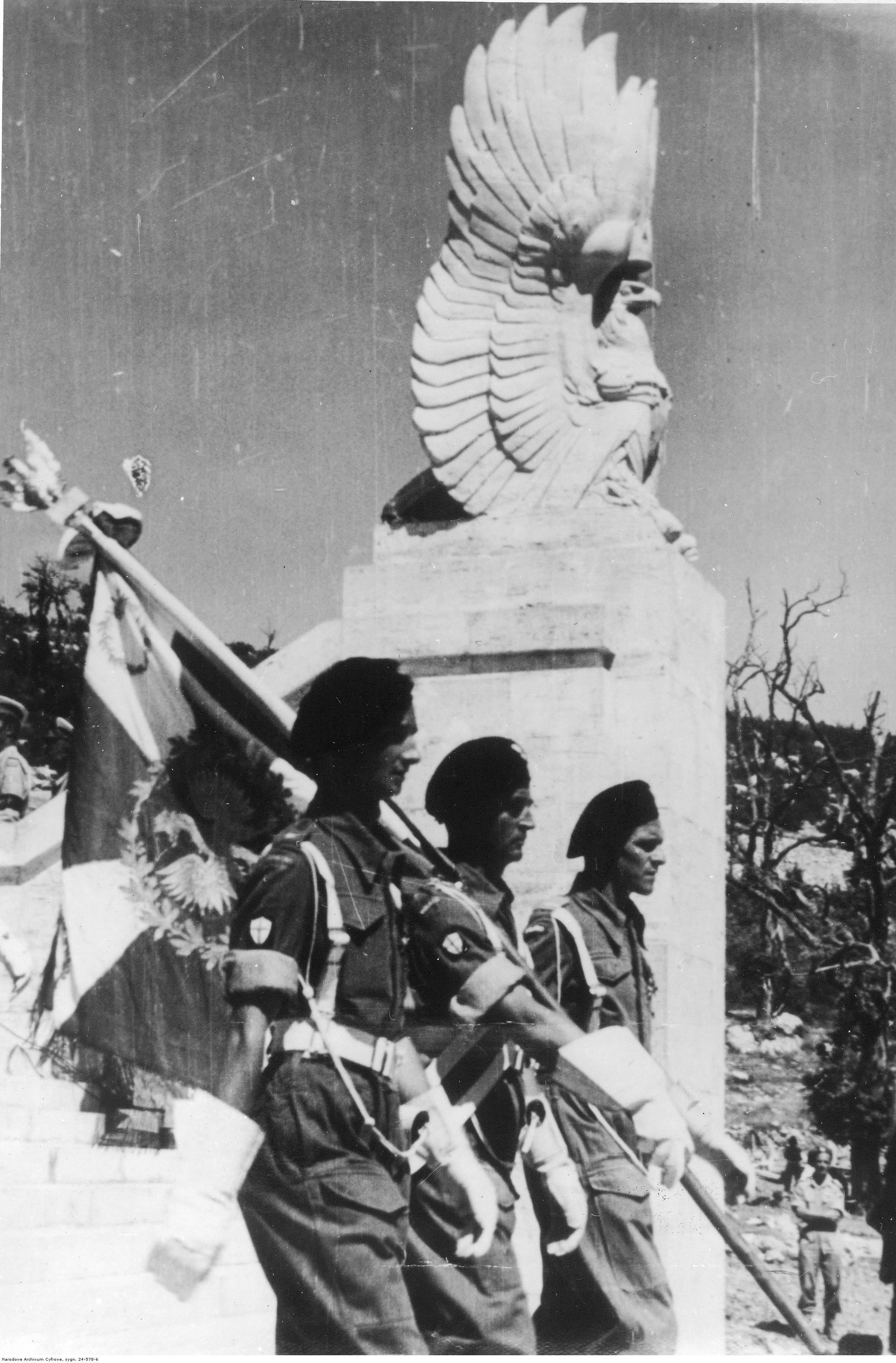
Uroczystość poświęcenia Polskiego Cmentarza Wojennego na Monte Cassino 1 listopada 1945 r. Poczet sztandarowy 4 Pułku Pancernego „Skorpion”

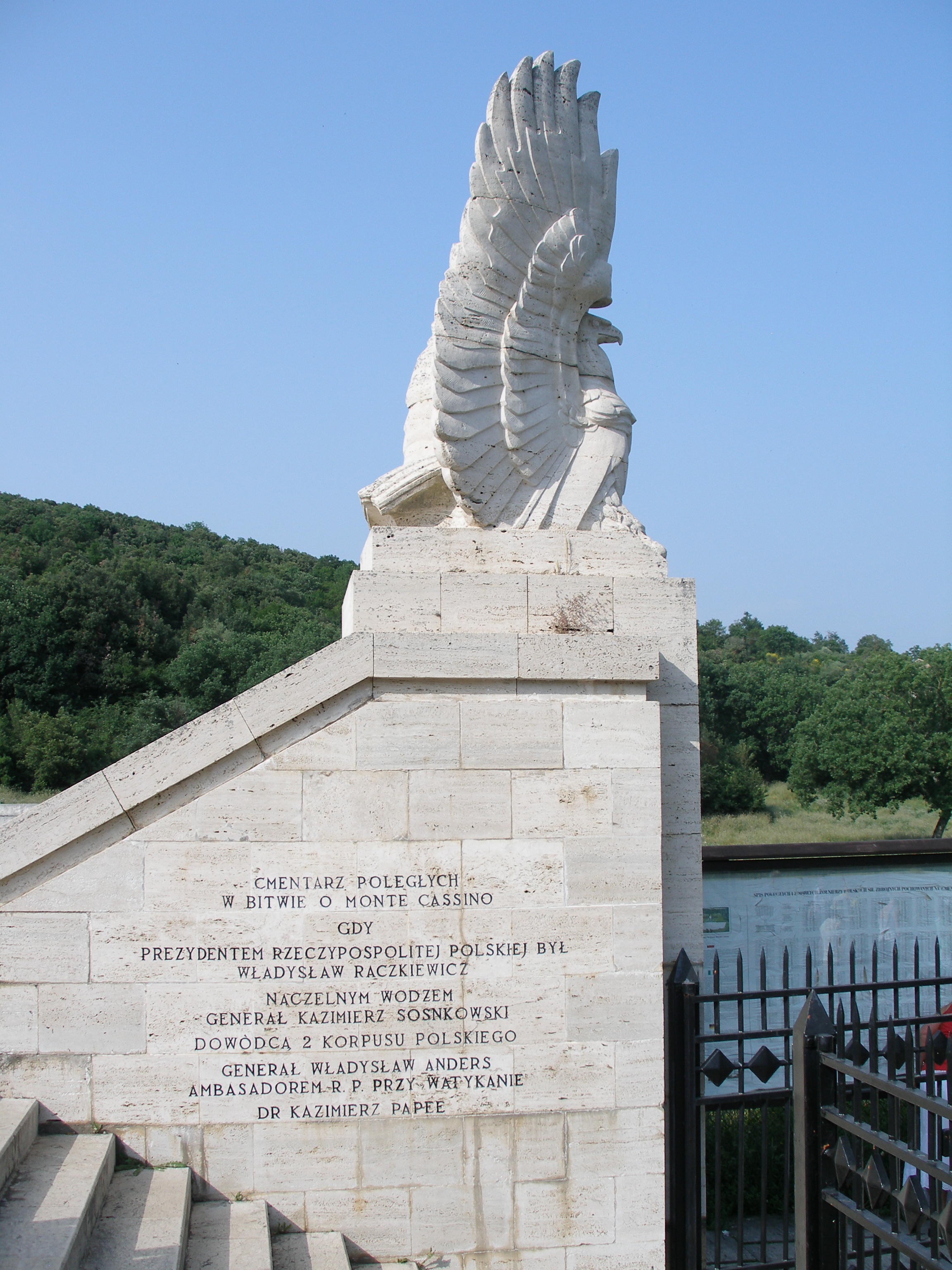
Rzeźba i napis przy wejściu na Polski Cmentarz Wojenny

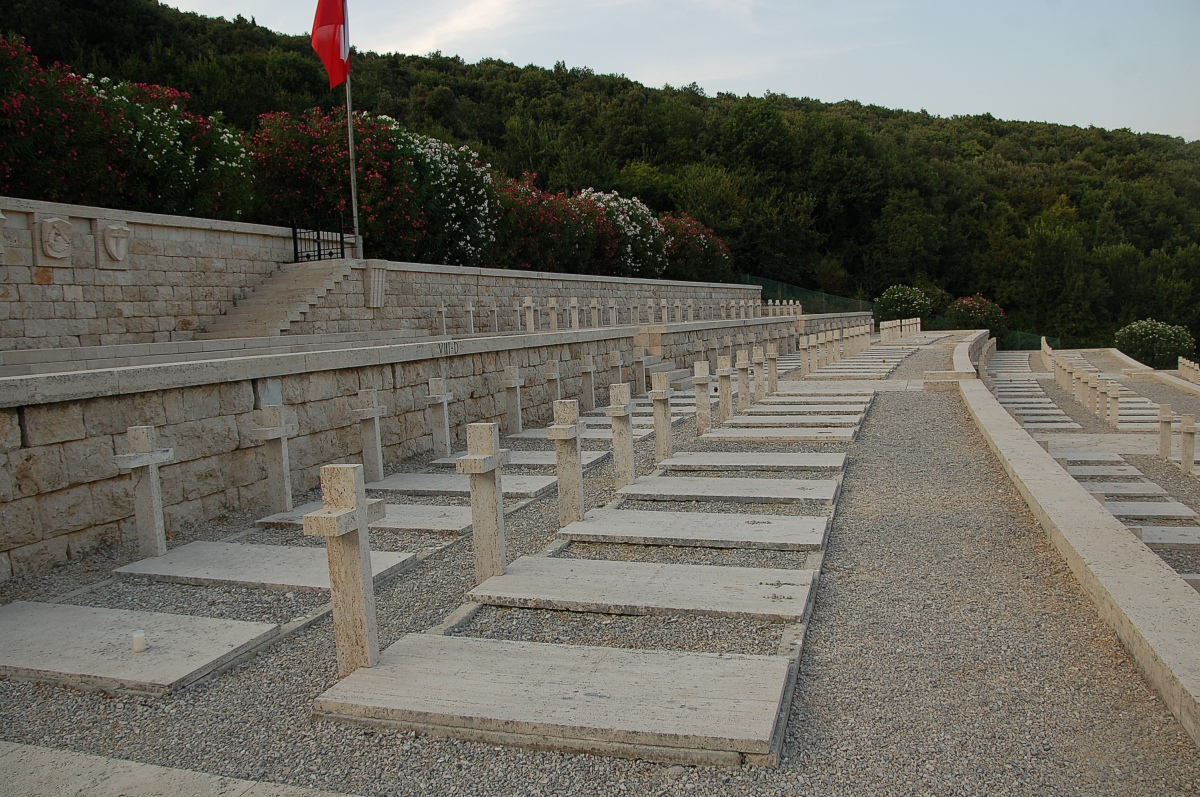
Nagrobki na cmentarzu

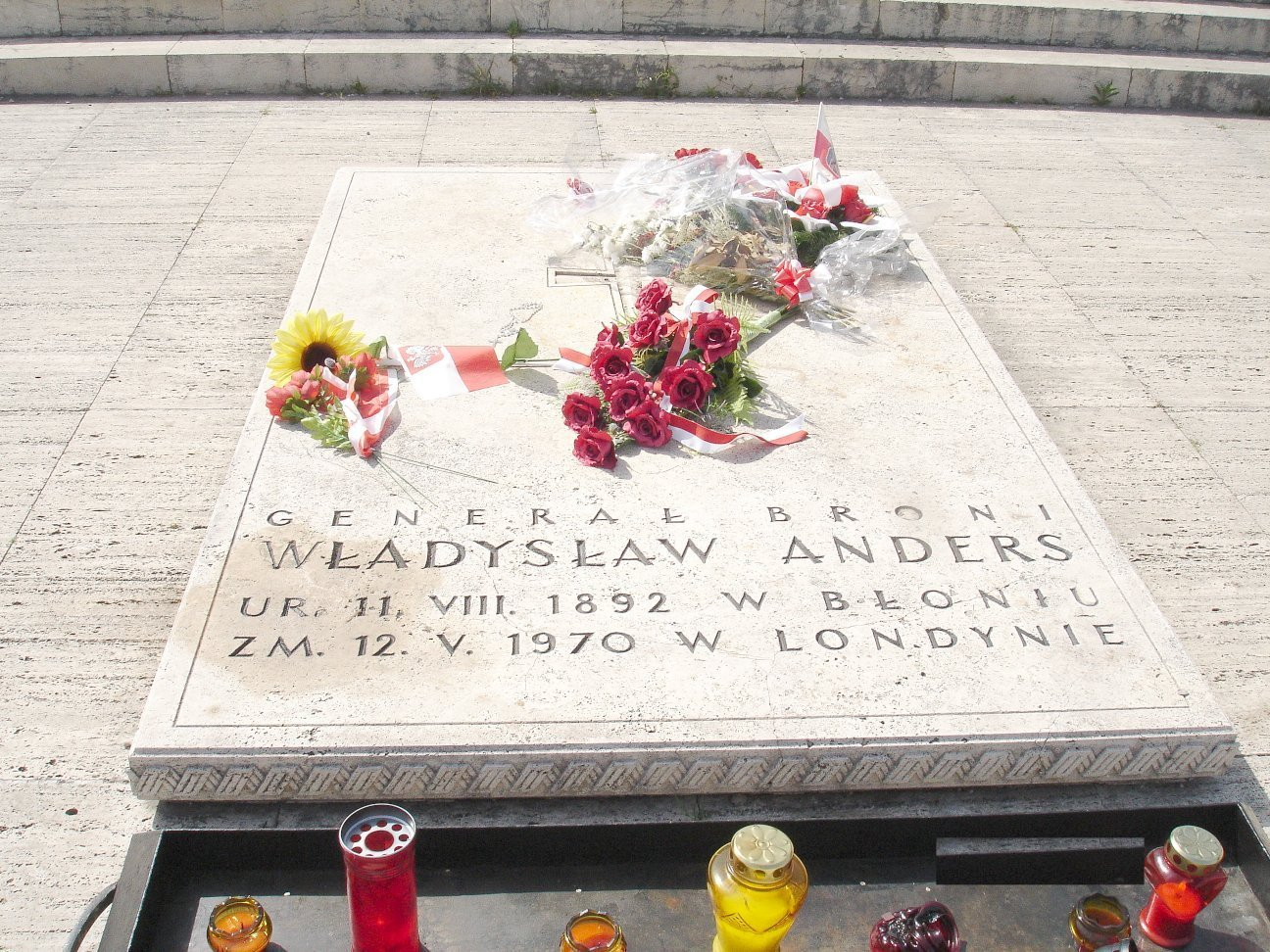
Nagrobek generała broni Władysława Andersa

Polski Cmentarz Wojenny na Monte Cassino – nekropolia polskich żołnierzy poległych w bitwie o Monte Cassino, jeden z czterech polskich cmentarzy wojennych na terenie Włoch.

## Historia
Decyzję o utworzeniu cmentarza wydał generał Władysław Anders 18 maja 1944, jeszcze podczas trwania bitwy o Monte Cassino. Cmentarz powstał na przełomie lat 1944–1945 pod kierownictwem inż. Tadeusza Muszyńskiego według projektu architektów Wacława Hryniewicza i Jerzego Skolimowskiego. Inicjatywa budowy wyszła ze strony środowiska polskich żołnierzy, uczestników bitwy o klasztor na Monte Cassino. Zbudowano go na płaskim siodle, zwanym w czasie bitwy „Doliną Śmierci”, pomiędzy Monte Cassino i wzgórzem „593”, a więc w miejscu najbardziej wymownym. To właśnie przez „Widmo”, „Głowę Węża” i „593” szły główne natarcia polskich batalionów. Na wzgórzach „593” i „575” wzniesiono pomniki ku czci poległych z 3 Dywizji Strzelców Karpackich i 5 Kresowej Dywizji Piechoty. Budowę cmentarza nadzorował uczestnik bitwy, inż. Roman Wajda.
Uroczyste oddanie cmentarza nastąpiło 1 września 1945 r. z udziałem przedstawicieli rządu polskiego na uchodźstwie oraz dowództwa wojsk alianckich. Wśród wzgórz okalających Monte Cassino znaleźli spoczynek żołnierze II Korpusu generała Władysława Andersa, którzy oddali życie w krwawej bitwie o otwarcie wojskom sprzymierzonych drogi na Rzym.
Tak opisywał przed laty to miejsce Melchior Wańkowicz:

Schodami wchodzimy na wielkim łukiem zatoczone plateau, kryte trawertynem (co to z niego zbudowane jest Koloseum). Wejścia pilnują w trawertynie rzeźbione przez profesora Cambelottiego dwa ogromne orły na trzymetrowych pilastrach, o potężnych szponach, o skrzydłach husarskich, przypominające Szukalskiego. Pośrodku liczącego tysiąc czterysta metrów kwadratowych plateau szesnastometrowy krzyż Virtuti Militari z wiecznie płonącym zniczem. Plateau otacza amfiteatr dziewięciu tarasów ułożonych z wapiennych głazów. Na każdym tarasie w dwuszeregu groby – na każdym krzyż z szarokremowego trawertynu i płyta z głęboko wkutym napisem... Idzie się ku nim z dołu, od tego wielkiego krzyża Virtuti Militari monumentalnymi białymi schodami czterdziestosiedmiometrowej szerokości. Na najwyższym tarasie bryła głazu – ołtarz – i po murze oporowym kute godła oddziałów. A wyżej, na zboczu wznoszącym się ku 593 – krzyż z żywopłotu; ramię jego – pięćdziesiąt metrów; środek jego – orzeł, płaskorzeźba w kamieniu montecassińskim o wymiarach sześć na siedem metrów...

Spoczywa na nim 1054 lub 1072 poległych żołnierzy Rzeczypospolitej wszystkich jej wyznań: katolików, grekokatolików, prawosławnych, protestantów, żydów i muzułmanów, w większości wyprowadzonych przez gen. Andersa z „nieludzkiej ziemi”, z sowieckich łagrów.
Każdego roku, 18 maja, w rocznicę bitwy organizowane są tu uroczystości upamiętniające to zwycięstwo oręża polskiego. W okresie istnienia PRL uroczystości organizowane były głównie przez Stowarzyszenie Kombatantów Polskich we współpracy z Rządem RP na Uchodźstwie. Regularnie brały w nich udział reprezentacje rządu włoskiego i miasta Cassino. W 1994 po raz pierwszy wziął w nich udział prezydent RP z Warszawy, Lech Wałęsa z udziałem Kompanii Honorowej Wojska Polskiego.
Żołnierze II Korpusu po decyzjach konferencji jałtańskiej podporządkowujących Polskę ZSRR w przeważającej większości nie chcieli wracać do kraju, który uznali za zniewolony. Po powstaniu po wojnie Polskiego Korpusu Przysposobienia i Rozmieszczenia większość z nich pozostała na emigracji w Wielkiej Brytanii i krajach Imperium Brytyjskiego (Kanada, RPA, Związek Australijski, Nowa Zelandia). Inni osiedli w USA, Brazylii, Argentynie. Żołnierze, którzy zawierzając obietnicom władz komunistycznych powrócili do Polski stali się obiektem obserwacji i prześladowań komunistycznych władz bezpieczeństwa (MBP, Informacja Wojskowa).
Generał Władysław Anders, który zmarł w 1970 r. w Londynie, w swej ostatniej woli prosił, by mógł zostać pochowany wśród swoich żołnierzy pod Monte Cassino. Jego grób stanowi dziś centralny punkt cmentarza.
Cmentarz żołnierzy 2 Korpusu po odzyskaniu niepodległości przez Polskę stał się jednym z najważniejszych miejsc pamięci narodowej. Rodacy nie zapominają o poległych pod Monte Cassino żołnierzach, co roku przybywają tu kolejne pielgrzymki, płoną znicze, a setki krzyży ozdobiono różańcami. Cmentarz polskich żołnierzy ozdabiają wykute w kamieniu sentencje „Przechodniu powiedz Polsce, żeśmy polegli wierni w jej służbie” oraz „Za naszą i waszą wolność my żołnierze polscy oddaliśmy Bogu ducha, ciało ziemi włoskiej, a serca Polsce”.
Polski Cmentarz Wojenny na Monte Cassino znajduje się pod opieką Rady Ochrony Pamięci Walk i Męczeństwa. Rada OPWiM prowadzi prace konserwacyjne i remontowe na terenie nekropoli. W latach 2004–2009 siłami Rady dokonano renowacji płaskorzeźb zdobiących cmentarz, odnowiono płyty nagrobne pochowanych tu także gen. Władysława Andersa, arcybiskupa Józefa Gawliny i gen. Bronisława Ducha.
Przeprowadzono kompleksową renowację placu centralnego z uwzględnieniem remontu krzyża, wzmocnienia murów i schodów. Stworzono dodatkowy system odprowadzania wody i udrożniono już istniejący. Odnowiono kolejno wszystkie mogiły poległych żołnierzy, odrestaurowano krzyże i uporządkowano okalającą je zieleń.
Cmentarze żołnierzy innych narodowości poległych w bitwie znajdują się w okolicach miasta Cassino – cmentarz angielski (5 tys. żołnierzy) oraz niemiecki (ok. 20 tys. żołnierzy). Na cmentarzu brytyjskim pochowani są też żołnierze jednostek kanadyjskich, nowozelandzkich i Gurkhowie.

## Pochowani na cmentarzu
Uczestnicy bitwy pochowani w 1944
Karol Fanslau, Jerzy Jan Jastrzębski, Władysław Kamiński, Józef Kromkay, Tadeusz Franciszek Kulikowski, Wincenty Kurek, Władysław Majcher, Romuald Ochęduszko, Ryszard Szkubacz, Edmund Wilkosz, Leopold Żołnierczyk, Józef Kręcki
Osoby pochowane w późniejszym czasie
abp Józef Gawlina (1965), Władysław Anders (1970), Bolesław Bronisław Duch (1980), Irena Anders (2011).

### Analiza statystyczna
Według cyfrowej bazy danych, dotyczącej pochówków na polskim cmentarzu wojennym na Monte Cassino, znajdują się tam groby 1048 żołnierzy, którzy zginęli w związku z działaniami wojennymi w tym rejonie.
Do dnia 11 maja 1944, czyli do rozpoczęcia polskiego ataku, zginęło 161 żołnierzy. W dniach od 12 maja do 18 maja, czyli dnia zdobycia klasztoru, zginęło 722 żołnierzy. Od 19 maja zginęło 165 żołnierzy. Najwięcej zabitych padło 12 maja (334) oraz 17 maja (254). Poza 19 maja (61) w żadnym innym dniu straty polskie nie przekroczyły 50 zabitych.
Zdecydowana większość zabitych (874) to żołnierze piechoty. Na kolejnych miejscach są artyleria (85), saperzy (44) oraz broń pancerna (38).
Spośród wielkich jednostek największe straty poniosła 5. Kresowa Dywizja Piechoty (497), nieco mniejsze 3. Dywizja Strzelców Karpackich (380) oraz oddziały korpuśne łącznie (171).
Wśród jednostek typu pułk/brygada największe straty poniosła 5. Wileńska BP (w składzie 5. DP, 222 zabitych), 6. Lwowska BP (5. DP, 175), 1. Brygada Strzelców (3. DP, 148) oraz 2. Brygada Strzelców (3. DP, 146). Wśród batalionów największe straty poniósł 15. Batalion (w składzie 5. Wileńskiej BP, 95 zabitych), 13. Batalion (5. Wileńska BP, 81), 17. Batalion (6. Lwowska BP, 80), 4. Batalion (2. BS, 65), 2. Batalion (1. BS, 61) oraz 18. Batalion (6. Lwowska BP, 52).
Wśród zabitych 50% strat stanowią żołnierze urodzeni w latach 1911–1919 (519). Urodzeni do roku 1910 stanowią 31% (326), urodzeni od roku 1920 stanowią 19% (203). Najwięcej zabitych jest wśród roczników 1915 (77), 1919 (60), 1912 (66), 1914 (64), 1916 (62), 1913 (57) i 1911 (53). Najstarszy zabity urodził się w roku 1888, najmłodszy w roku 1927.

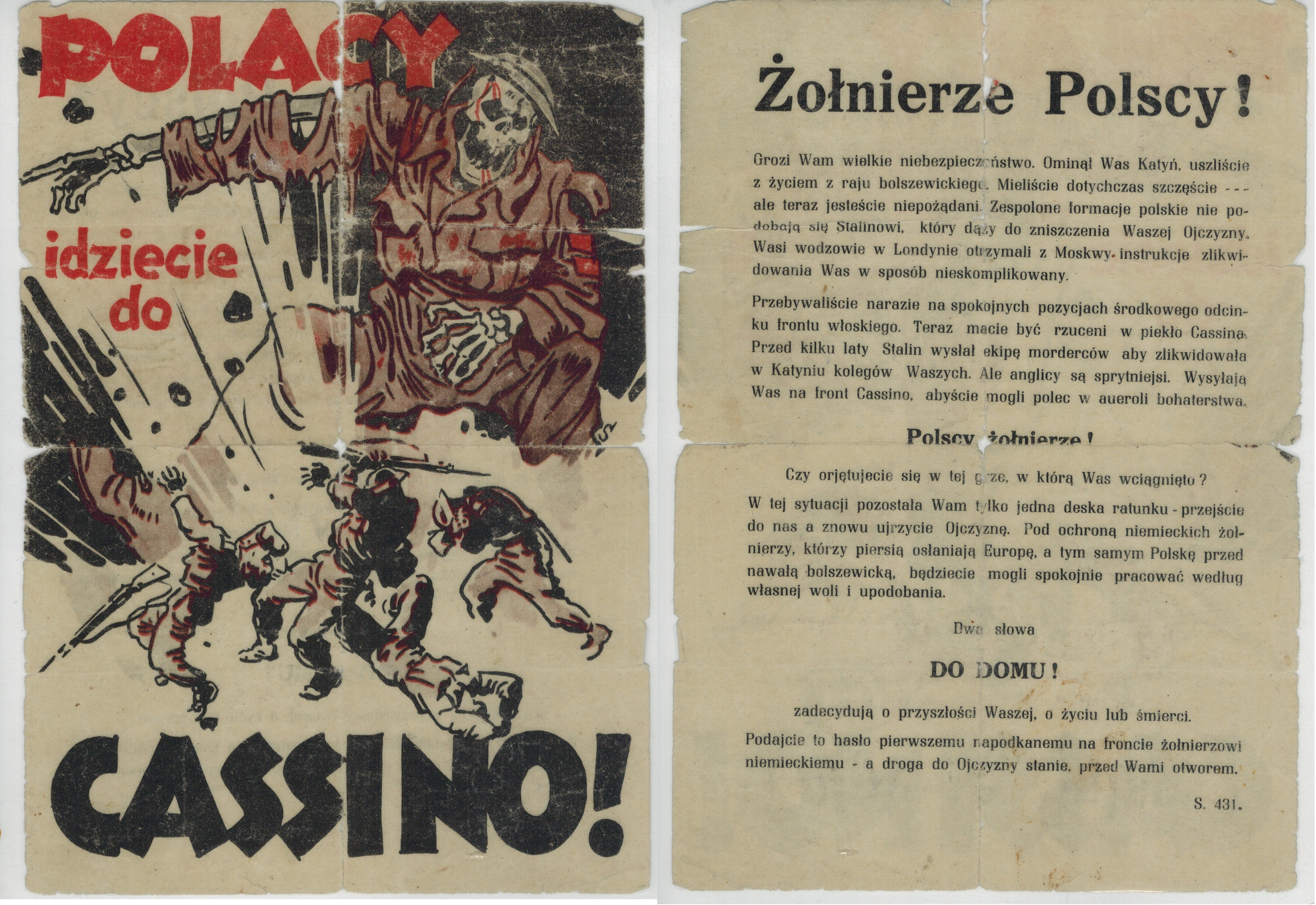
niemiecka ulotka, przestrzegająca Polaków przed atakiem na Monte Cassino

Wśród zabitych 59% stanowią szeregowcy i starsi szeregowcy (621). Podoficerowie stanowią 29% (301). Oficerowie stanowią 12% (126). Wśród najwyższych stopniem poległych jest 2 pułkowników oraz 2 podpułkowników.
57% poległych urodziło się na terenach, które po roku 1920 stanowiły wschodnie województwa II Rzeczypospolitej (598), 31% w województwach centralnych (320), 7% w województwach zachodnich (74) a 5% na terenach, które nie weszły w skład II RP (56).
Najwięcej poległych urodziło się w województwie białostockim (127), lwowskim (115), kieleckim (89), wileńskim (88) i tarnopolskim (80), a najmniej w województwie pomorskim (10).
Wśród powiatów najwięcej zabitych wywodziło się z terenu powiatu miejskiego warszawskiego i miejskiego lwowskiego (po 27), a w dalszej kolejności z powiatów łomżyńskiego (20), wileńsko-trockiego (18), białostockiego, miejskiego krakowskiego i wołkowyskiego (po 17), wysokomazowieckiego (14), brasławskiego, wołożyńskiego, grodzieńskiego i postawskiego (po 13),  lidzkiego (12), augustowskiego i stołpeckiego (po 11), oraz będzińskiego, buczackiego, miejskiego łódzkiego, pińskiego, sokólskiego, stopnickiego, święciańskiego, tarnopolskiego i miejskiego wileńskiego (po 10).